# 漢語聖經協會
漢語聖經協會（英語：Chinese Bible International Limited），是一個《聖經》印刷機構，香港總部位於九龍荔枝角通州西街1064-1066號安泰工業大廈A座九樓。
協會為不同背景、年齡、知識水平的羣體，出版合適的《聖經》、教材、研經工具、釋經參考書籍等。書本以外，協會們亦以不同方式，如電子聖經應用程式、錄音光碟等現代生活常用的媒介，讓人從聖經中認識真理。

## 歷史
漢語聖經協會前身為當代聖經出版社，於1987年11月成立，目標是把《聖經》翻譯成淺白易明的當代文體，使普羅大眾都能明白其中的真理。
1992年，當代聖經出版社總會與國際聖經協會合併成為一獨立之新機構，並名為國際聖經協會，目標仍然是支援堂會，用《聖經》作傳福音和栽培信徒的事工。
2003年改名為：“漢語聖經協會”，沿用至今。新名稱反映機構旨在專注服務全球華人社羣和華人教會，支援堂會成長，建構聖經文化。

## 使命
「聖經傳萬家，救恩臨天下」為機構的異象。

為了實踐大使命，機構從五方面著手：《聖經》翻譯、《聖經》普及運動和《聖經》的福音外展、出版和發行、電腦資訊、行政和拓展。這五種功能雖然是獨立運作，卻也相輔相成。最終目的仍是通過彼此緊密合作，履行大使命，使人能從聖經中得着永生的益處。

## 分部
為將機構服務延展至世界各地華人羣體，漢語聖經協會現時在全球擴展至有4間協會，包括加拿大漢語聖經協會、美國漢語聖經協會、位於台灣的國際漢語聖經出版社以及澳洲漢語聖經協會。

## 聖經普及運動
協會致力推動聖經普及運動，事工包括聖經朗誦節、聖經福音冊子、免費聖經網站和專題講座等等，讓聖經存留在萬千的家庭中。

## 聖經翻譯
協會出版了兩個聖經譯本：為研經而出版的《聖經新漢語譯本》（新約），翻譯自希臘文新約；以及為讀經而準備的《聖經新普及譯本》翻譯自《新生活版英文翻譯本聖經》。

## 聖經福音外展工作
協會的目標是要聯絡海內外各教會、機構和個人，透過他們把福音性的聖經冊子和讀本送到海內外華人福音對象和信徒手上。長遠目標是將聖經中的事蹟和教訓普及化，達到人盡皆知，為普世華人福音化鋪路。

## 電子出版事工
協會透過資訊平台，發放免費聖經譯本資訊，銷售聖經應用程式，供信徒和慕道網友下載。

## 董事會成員
- 周永健博士（主席）
- 蔡宗正牧師（副主席）
- 楊惠文博士（書記兼司庫）
- 陳黔開牧師
- 區伯平牧師
- 邵晨光牧師
- 彭敏儀牧師

## 義務法律顧問
- 楊羅安琪律師

## 外部連結
- 漢語聖經協會 （页面存档备份，存于）
- 漢語聖經協會的Facebook專頁
- YouTube上的漢語聖經協會頻道